# Вів'єн (Західна Вірджинія)
Вів'єн (англ. Vivian) — переписна місцевість (CDP) в США, в окрузі Мак-Дауелл штату Західна Вірджинія. Населення — 85 осіб (2020).

## Географія
Вів'єн розташований за координатами 37°25′2″ пн. ш. 81°29′32″ зх. д. / 37.41722° пн. ш. 81.49222° зх. д. (37.417194, -81.492163).  За даними Бюро перепису населення США в 2010 році переписна місцевість мала площу 0,94 км², уся площа — суходіл.

## Демографія
Згідно з переписом 2010 року, у переписній місцевості мешкали 82 особи в 32 домогосподарствах у складі 22 родин. Густота населення становила 87 осіб/км².  Було 36 помешкань (38/км²).
Расовий склад населення:
| - 95,1 % — білих - 3,7 % — чорних або афроамериканців - 1,2 % — осіб інших рас |

До двох чи більше рас належало 0,0 %. Частка іспаномовних становила 1,2 % від усіх жителів.
За віковим діапазоном населення розподілялося таким чином: 25,6 % — особи молодші 18 років, 64,6 % — особи у віці 18—64 років, 9,8 % — особи у віці 65 років та старші. Медіана віку мешканця становила 35,7 року. На 100 осіб жіночої статі у переписній місцевості припадало 82,2 чоловіків;  на 100 жінок у віці від 18 років та старших — 84,8 чоловіків також старших 18 років.
Цивільне працевлаштоване населення становило 41 осіб. Основні галузі зайнятості: освіта, охорона здоров'я та соціальна допомога — 75,6 %, мистецтво, розваги та відпочинок — 24,4 %.